# Улица Тиклу (Рига)
Улица Ти́клу (латыш. Tīklu iela) — улица в Курземском районе города Риги, в историческом районе Кипсала. Пролегает в направлении с запада на восток, от улицы Матрожу до Баласта дамбис (оканчивается тупиком, дорожного соединения не имеет).
Впервые показана на плане города 1876 года.
Название улицы (рус. Сеточная улица, нем. Netz Strasse) никогда не изменялось.
Длина улицы составляет 197 метров. На всём протяжении имеет асфальтовое покрытие.
Движение двустороннее. На участке от ул. Матрожу до ул. Оглю по улице пролегает маршрут городского автобуса № 57.
В доме № 10, на берегу Даугавы, расположен Hotel Vantis Riga и главный офис строительной компании «Rīgas tilti» («Мосты Риги»).

## Прилегающие улицы
Улица Тиклу пересекается со следующими улицами:
- улица Матрожу
- улица Звейниеку
- улица Оглю
- Баласта дамбис